# Herat
Herat (pashto och dari: هرات) är en stad i provinsen Herat i nordvästra Afghanistan, belägen cirka 640 kilometer väster om Kabul och cirka 200 kilometer från den iranska gränsen. Staden är huvudstad i både provinsen och distriktet med samma namn. Den är landets tredje största stad och hade 2021 en beräknad folkmängd av cirka 574 000 invånare. Herat ligger i floden Hari Ruds bördiga dalgång, som utgör en oas i ett område av halvöken. Staden har mycket länge varit ett kulturellt och ekonomiskt centrum i område, var under medeltiden huvudstad i ett stort rike och har kulturellt varit en del av den persiska världen. Dess läge har sedan antiken gjort den till en knutpunkt för långväga handel. Afghanistans viktigaste vägar mot Iran och Turkmenistan utgår från Herat och staden ligger utmed landets väst-östliga huvudväg som når Kabul via Kandahar. Herat har också en internationell flygplats.

## Historia
Området kring Herat kallades tidigare Aria och styrdes under det persiska akemenidriket 556-330 f.Kr av en persisk satrap. Namnen på floden Hari Rud, området och staden Herat har samma ursprung men det är inte helt bekräftat om satrapens huvudstad låg på samma plats i flodens dalgång som dagens Herat.
År 330 f.Kr. erövrades Aria av Alexander den store. Han byggde ett fort och grundlade en staden med namn av "Arienas Alexandria", men det är oklart var i dalgången denna stad låg.
I mitten av 600-talet e.Kr. var Herat en av de persiska sasanidrikets tolv viktigaste städer men centralmakten var relativt svag och mycket makt låg hos hövdingarna för det centralasiatiska folk (heftaliter) som invaderat området under 400-talet. På 650-talet angreps Herat av arabiska trupper och blev efter upprepade erövringar och återerövringar en del av det arabiska väldet och därmed en muslimsk stad.Från 800-talet till 1200-talet behärskades området av olika muslimska riken med turkisk-persiska härskare. Under ghoridenas styre kring 1200 var Herat en av de viktigaste städerna och sågs som en port mot den västliga muslimska världen. Under denna tid, år 1200, grundlades Herats stora moské, som är världens fjärde största moské. Herat var också en viktig knutpunkt i det nätverk av handelsvägar som kallas sidenvägen.

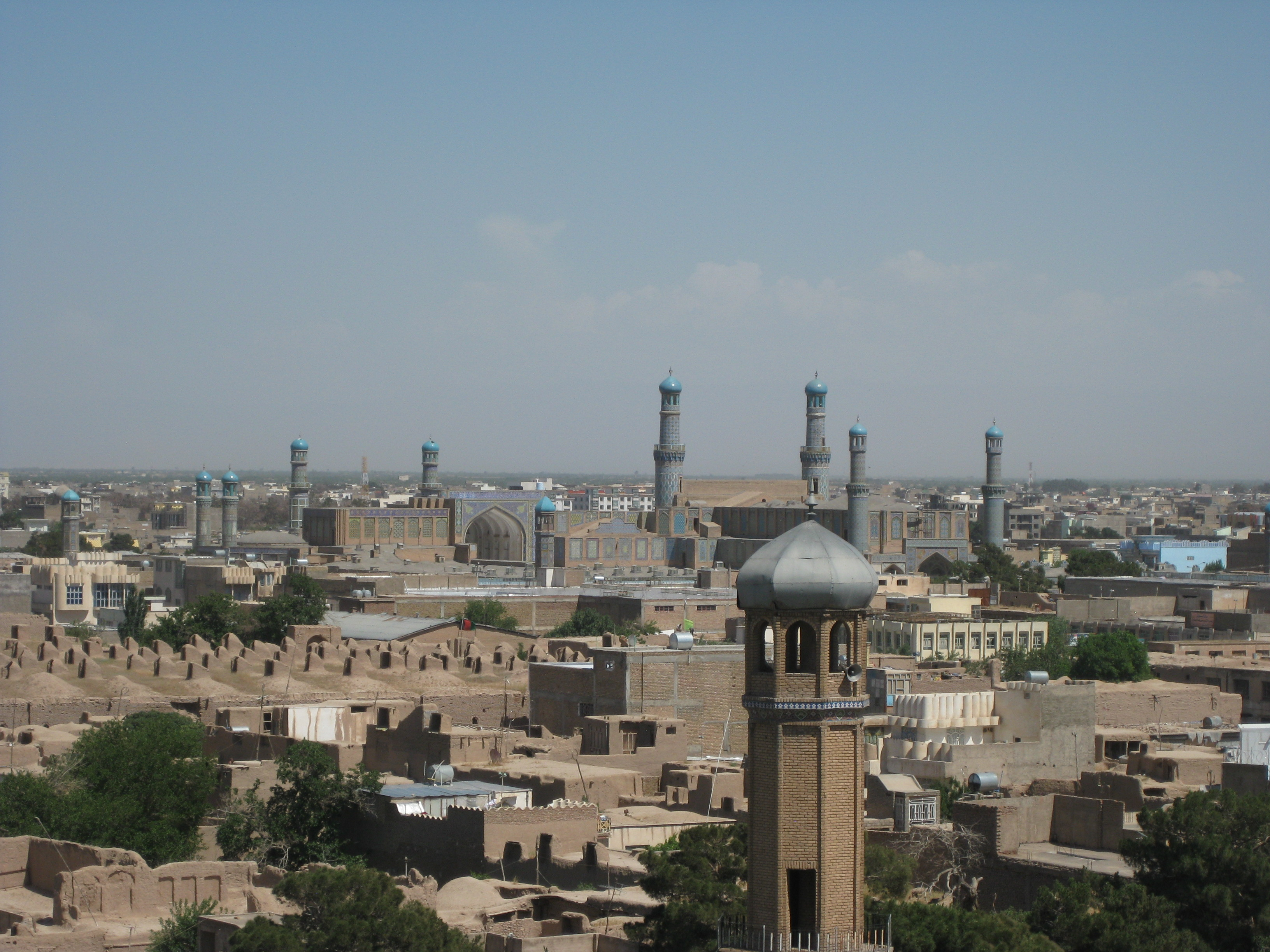
Herat och den stora moskén 2009

På 1220-talet invaderades Herat av mongolhärskaren Djingis khan som lade större delen av staden i ruiner. 1380-81 upprepades samma sak av Timur Lenk. Under 1400-talet var Herat huvudstad i det stora timuridiska riket, styrt av Timur Lenks ättlingar. Shah Rokhs regeringstid 1405-1447 var en guldålder för persisk litteratur och konst. Poeter, miniatyrmålare och kalligrafer var verksamma vid hovet i Herat och det byggdes moskéer och praktfulla monument. Herat kom inom sin världsdel att bli en motsvarighet till Florens i Europa. Epoken kallas ibland "den timuridiska renässansen" och Herat har kallats "Khorasans pärla".
Under 1500- och 1600-talen blev Afghanistan föremål för upprepade strider mellan Mogulimperiet och Persiens safavidiska dynasti och städerna bytte härskare många gånger. Herat utsattes också för invasionsförsök från uzbekerna i norr. 1747 blev Herat en del av Durrani-imperiet som räknas som föregångare till det moderna Afghanistan, men i striderna mellan olika arvtagare kring år 1800 var staden periodvis självständig. Persien gjorde fortfarande anspråk på området och belägrade Herat 1818 och 1837. 1856 gjorde Persien ett sista misslyckat försök att erövra staden och 1863 erövrades den slutgiltigt av den afghanska emiren Dost Mohammed.
Efter det andra andra anglo-afghanska kriget 1878-1880 blev Afghanistan i praktiken ett brittiskt protektorat. 1885 sprängde brittisk militär stora delar av Herats timuridiska böne- och utbildningsanläggning Musallah, byggd under 1400-talet, för att ge plats åt ett brittiskt befästningsverk som dock aldrig blev verklighet.
Efter kommunistpartiets maktövertagande 1978 var Herat platsen för det första allvarliga upproret. 15 mars 1979 gjorde armédivisionen i Herat myteri och fick stöd av många civila stadsbor. Regimen återtog kontrollen genom att sätta in soldater från Kandahar och genom att sovetiskt flyg bombade staden och dödade uppskattningsvis 20 000 stadsbor. Den sovjetiska inmarschen i landet mötte i januari 1980 organiserat motstånd i Herat, 1984-86 utsattes både staden och dess flygplats för bombattacker från sovjetiskt flyg och 1986-87 förekom det gatustrider som dödade mer än 50 av Sovjetunionens och regimens soldater.
Under inbördeskriget 1992-1996 var Herat och dess omgivning ett relativt stabilt och fredligt område. Den lokala administrationen under Ismail Khan överlämnade makten till talibanerna i september 1995. Efter fem års talibanstyre i stötte delen av landet tog den USA-allierade "norra alliansen" över Herat 12 november 2001 och Ismail Khan återtog rollen som politisk ledare. Under det därpå följande kriget var staden relativt förskonad från strider.
2006 etablerade den internationella insatsstyrkan ISAF en logistisk bas i Herat. Våren och sommaren 2021 lämnade de internationella styrkorna Afghanistan, däribland de italienska NATO-trupper som bemannade basen i Herat. Efter månader av strider i stadens utkanter intogs staden av talibanerna den 12 augusti 2021, som en del av deras maktövertagande i hela landet.

## Geografi och klimat

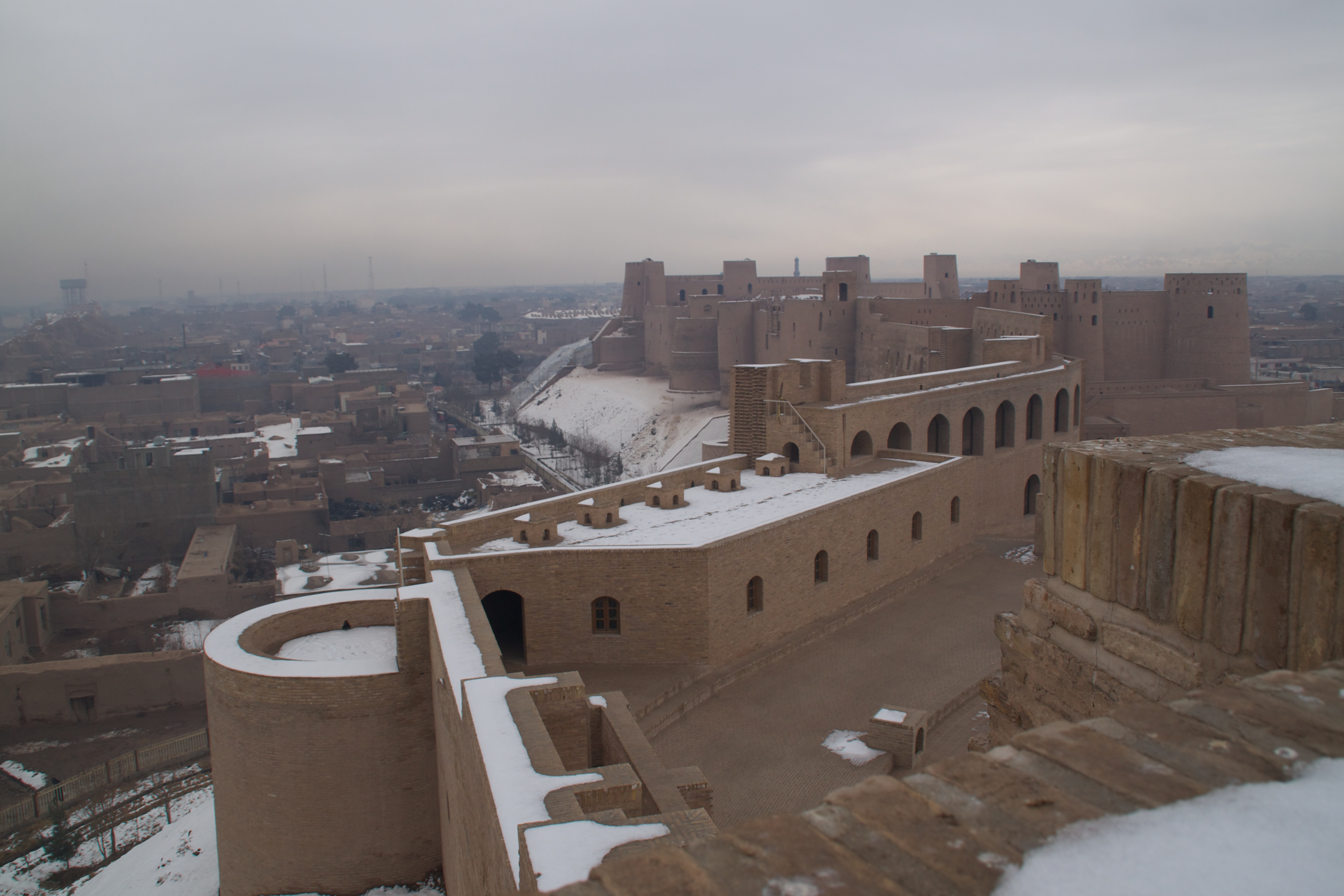
Nyfallen snö på Herats citadell januari 2011

Staden ligger i floden Hari Ruds dalgång som utgör en oas i ett område av halvöken. Kring stadskärnan finns bördig jordbruksmark, som 2015 upptog drygt en tredjedel av kommunens yta.
Klimatet betecknas som kall halvöken (BSk) enligt Köpper-Geigerskalan. På sommaren kan dagstemperaturen uppgå till 38 grader Celsius och på vintern kan det bli ett par minusgrader.  Nederbörden är mycket låg och faller framför allt om vintern, ibland i form av snö som dock inte blir liggande.

## Befolkning och näringsliv
Majoriteten av Herats befolkning är etniska tadzjiker, och persiska i olika varianter är det dominerande språket.
Herat är porten för handel med Iran och vidare västerut och har mycket stor betydelse för Afghanistans ekonomi. Huvuddelen av landets lagliga tullinkomster tas upp i Herat. Under 60- och 70-talen var staden en uppskattad anhalt för hippies och andra turister som reste landvägen genom Asien.
I Herat finns lättare textilindustri och hantering av pälsverk från karakulfår. År 2003 öppnade ett industricenter nära flygplatsen. Där tillverkas bland annat dagligvaror som mat och hygienprodukter, samt byggnadsmaterial av olika slag.
Jordbruket är viktigt både i och omkring Herat. Området kring Herat anses speciellt lämpligt för att odla saffranskrokus.

## Kultur

Herats stora moské

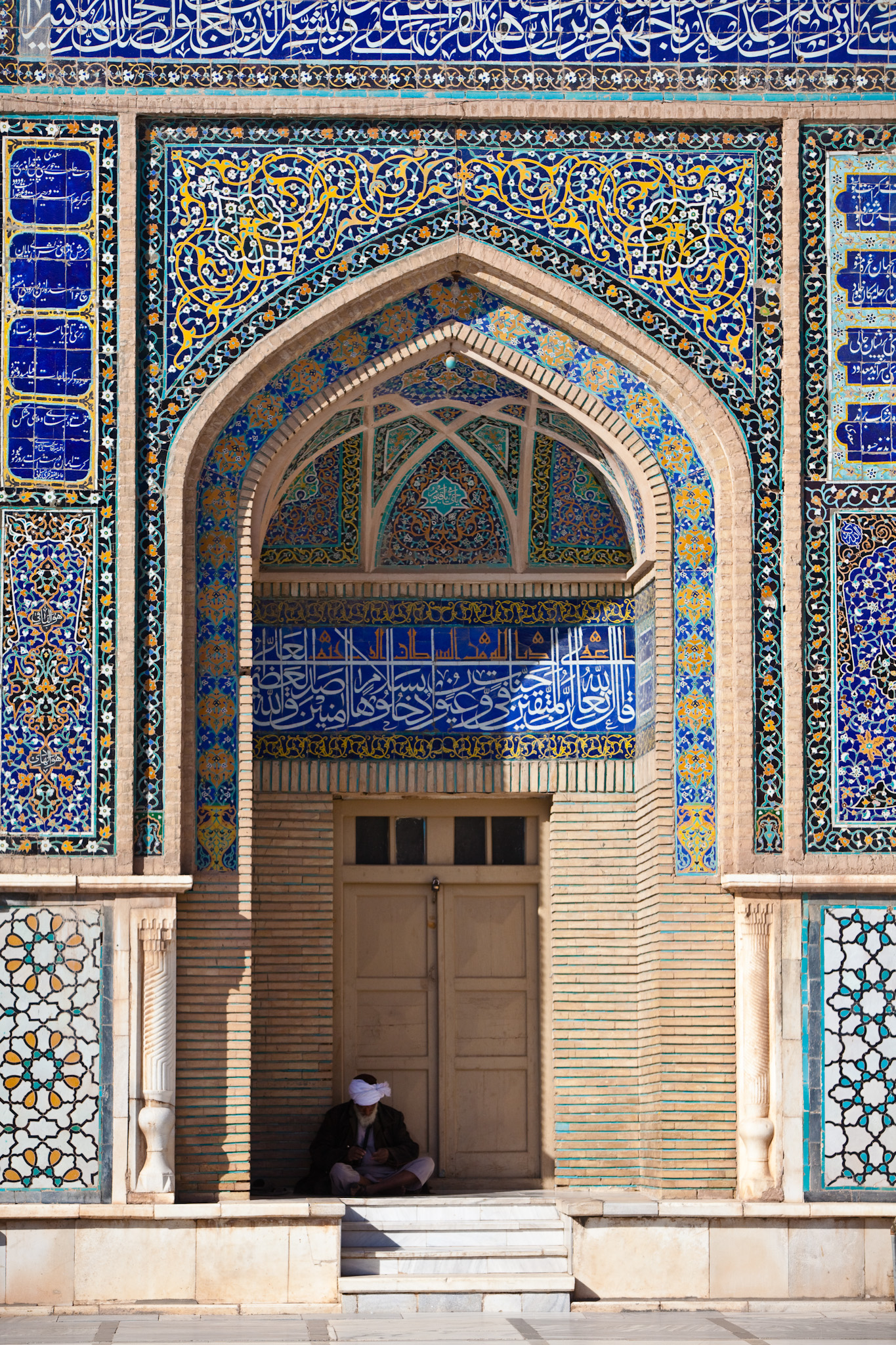
Mosaik i Herats stora moské

### Arkitektur
Den stora moskén (Fredagsmoskén) är världens fjärde största moské. Den grundlades år 1200 och har sedan dess byggts om och renoverats flera gånger. Dess stora portal har mosaik som härrör från 1400-talet och restaurerades år 1964.
Den timuridiska tidens viktigaste byggnadskomplex var Musallah, som var byggt från 1417 under ledning av drottning Gauhar Shad. Anläggningen omfattade bland annat ett stort antal minareter, och en madrassa, institution för muslimska studier. Byggnaderna var klädda med mosaik i turkost, blått och andra färger. Huvuddelen av komplexet sprängdes av britterna i slutet av 1800-talet. Kvar finns idag Gauhar Shads mausoleum med en mosiakklädd kupol. Av de nio minareter som överlevde sprängningen har tre rasat vid jordbävningar och en skjutits sönder av sovjetisk militär på 1980-talet. Under senare tid har vibrationer från biltrafik blivit ett ytterligare hot. År 2002 återstod fem stycken 55 meter höga minareter, varav en var mycket nära kollaps. Det allra mesta av mosaiken ligger i småbitar på marken. År 2003 påbörjades insatser för att i samarbete med Unesco stabilisera minareterna och återskapa traditionen att tillverka och använda mosaik för att skydda dem.
Från sin tid som knutpunkt vid sidenvägen har Herat ett antal täckta bazarer och karavanserajer. År 2019 pågick arbete med att restaurera dem.
Herat är uppsatt på Afghanistans lista på förslag till världsarv.